# Nicolae Gudea
Nicolae Gudea (* 17. Oktober 1941; † 5. Juli 2019) war ein rumänischer Archäologe, dessen Forschungsschwerpunkte auf dem Gebiet der Provinzialrömischen Archäologie, der lateinischen Epigraphik, der Numismatik und der Christlichen Archäologie lagen.

## Leben
Gudea studierte Geschichte an der Babeș-Bolyai-Universität Cluj. Von 1974 bis 1978 arbeitete er an seiner Dissertation zur Geschichte des Banat in römischer und nachrömischer Zeit. Später wurde er Professor für Christliche Archäologie und Kirchengeschichte an der Fakultät für griechisch-katholische Theologie der Babeș-Bolyai-Universität.

## Forschungen
Ab den 1970er Jahren führte Gudea diverse Ausgrabungen in und Forschungen zu einzelnen römischen Kastellen im heutigen Rumänien, besonders im Banat, durch. Dessen Geschichte bildete einen besonderen Arbeitsschwerpunkt; so war er Mitherausgeber der Fachzeitschrift Banatica. Neben den archäologischen Detailstudien legte er mehrere zusammenfassende Arbeiten zu den Militärlagern der römischen Provinzen Dakiens und Moesiens vor. Abgesehen von diesen militärarchäologischen und weiteren militärhistorischen Studien befasste sich Gudea hauptsächlich mit Inschriften, Münzhorten und sonstigen archäologischen Fundgattungen (Keramik, Fibeln) aus dem römischen Dakien. Schließlich gehörten auch die Christliche Archäologie und die Geschichte des frühen Christentums zu Gudeas Forschungsbereichen.

## Veröffentlichungen
Siehe das Schriftenverzeichnis in Cǎlin Cosma, Dan Tamba, Aurel Rustoiu (Hrsg.): Studia archaeologica et historica Nicolao Gudea dicata. Omagiu profesorului Nicolae Gudea la 60 de ani (= Bibliotheca Musei Porolissensis. Band 4). Muzeul Judeṭean de Istorie ṣi Artă, Zalău 2001, ISBN 973-998231-X, S. 17–33 (Digitalisat).
- Der Limes Dakiens und die Verteidigung der obermoesischen Donaulinie von Trajan bis Aurelian. In: Aufstieg und Niedergang der römischen Welt. Band II 6, Walter de Gruyter, Berlin 1977, S. 849–887.
- Porolissum. Res publica municipii septimii porolissensium. Editura Sport-Turism, Bukarest 1986.
- Porolissum. Der Schlußstein des Verteidigungssystems der Provinz Dacia Porolissensis (= Kleine Schriften aus dem Vorgeschichtlichen Seminar Marburg. Heft 29). Philipps-Universität Marburg, Marburg 1989.
- Porolissum. Un complex daco-roman la marginea de Nord a Imperiului Roman. Band 2: Vama romanǎna. Monografie arheologică, contribuṭii la cunoaṣterea sistemului vamal din provinciile dacice (= Biblioteca Musei Napocensis. Band 12). Muzeul naṭional de historie a Transivaniei, Cluj-Napoca 1996, ISBN 973-0-00252-5.
- Der Dakische Limes. Materialien zu seiner Geschichte. In: Jahrbuch des Römisch Germanischen Zentralmuseums Mainz. Band 44, Teil 2, 1997, S. 1–113 (Digitalisat).
- Das Römergrenzkastell von Bologa-Resculum =  Castrul roman de la Bologa-Resculum (= Führer zu archäologischen Denkmälern in Dacia Porolissensis. Band 1). Zalău 1997.
- Castrul roman de la Buciumi = Das Römergrenzkastell von Buciumi (= Führer zu archäologischen Denkmälern in Dacia Porolissensis. Band 2). Zalău 1997.
- Das Römergrenzkastell von Moigrad-Pomet. Porolissum 1 = Castrul roman de pe vârful dealului Pomet-Moigrad. Porolissum 1 (= Führer zu archäologischen Denkmälern in Dacia Porolissensis. Band 5). Zalău 1997.
- Der Meseş-Limes. Die vorgeschobenen Kleinfestungen auf dem westlichen Abschnitt des Limes der Provinz Dacia Porolissensis = Limesul de pe munţii Meseş. Linia înaintată de turnuri de pază pe sectorul de vest al graniţei provinciei Dacia Porolissensis (= Führer zu archäologischen Denkmälern in Dacia Porolissensis. Band 8). Zalău 1997.
- Porolissum. Ausschnitte aus dem Leben einer dakisch-römischen Grenzsiedlung aus dem Nordwesten der Provinz Dacia Porolissensis. Herausgegeben von Wolfgang Schuller, übersetzt von Kurt Schmidts (= Schwarzmeer-Studien. Band 6). Verlag Adolf M. Hakkert, Amsterdam 1998, ISBN 90-256-1127-3.
- mit Dan Tamba: Porolissum. Un complex daco-roman la marginea de Nord a Imperiului Roman. Band 3: Despre templul zeului Iupiter Dolichenus din municipium Septimium. Muzeul Judetean de Historie si Artǎ, Zalău 2001, ISBN 973-8169-33-X.
- Der untermoesische Donaulimes und die Verteidigung der moesischen Nord- und Westküste des Schwarzen Meeres. Limes et Litus Moesiae inferioris (86–275 n. Chr.). In: Jahrbuch des Römisch-Germanischen Zentralmuseums Mainz. Band 52, Teil 2, 2005, S. 319–566 (Digitalisat).
- mit Thomas Lobüscher: Dacia. Eine römische Provinz zwischen Karpaten und Schwarzen Meer (= Orbis Provinciarum; Zaberns Bildbände zur Archäologie). Zabern, Mainz 2006, ISBN 3-8053-3415-X.
- mit Cristian Găzdac: Porolissum (= Coins from Roman sites and collections of Roman coins from Romania. Band 2). Editura Mega, Cluj-Napoca 2006, ISBN 973-7867-41-6.
- mit Dumitru Protase, Radu Ardevan: Din istoria militară a Daciei romane. Castrul roman de interior de la Gherla / Aus der Militârgeschichte des Römischen Dakien. Das Römische Binnenkastell von Gherla. Editura Mirton, Timişoara 2008, ISBN 978-973-52-0387-0.
- Castrul roman de la Feldioara. Încercare de monograie arheologică / Das Römerkastell von Feldioara. Versuch einer archäologischen Monographie (= Interferenţe etnice şi culturale în mileniile I a. Chr. – I p. Chr. Band 11). Ed. Mega, Cluj-Napoca 2008, ISBN 978-973-1868-21-9.
- Christiana minora. Studii, articole şi note în legătură cu creştinismul timpuriu din Dacia romană, Dacia postramană şi unele provincii vecine = Studien, Aufsätze und Notizen betreffend die Geschichte des frühen Christentums in Dakien, in den dakischen Provinzen nach Aurelian’s Rückzug und in einigen Nachbarprovinzen (= Interferente etnice şi culturale în mileniile I a. Chr. – I p. Chr. Band 16). Editura Mega, Cluj-Napoca 2011, ISBN 978-606-543-126-3.
- Porolissum. Un focar al crestinismului timpuriu în provincia Porolissensis (secolele II–III p. Chr.) şi î epoca post aureliană (secolele IV–VI p. Chr) = Ein Zentrum des frühen Christentums in der Provinz Dacia Porolissensis (2.–3. Jahrhundert n. Chr.) und in der nachaurelianischen Zeit (4.–6. Jahrhundert n. Chr). Editura Mega, Cluj-Napoca 2016, ISBN 978-606-543-738-8.
- mit Mihail Zahariade: Dacia Ripensis. Festungen an der Nordgrenze der Provinz und ihre Truppenkörper. Verlag Adolf M. Hakkert, Amsterdam 2016, ISBN 978-90-256-1319-8 (Digitalisat).